# Muhammet Emin Çakır
Muhammet Emin Çakır (ur. 2002) – turecki zapaśnik walczący w stylu klasycznym. Czwarty w Pucharze Świata w 2022. 
Trzeci na ME U-23 w 2023. Mistrz Europy kadetów w 2018 roku.